# Ataenius impiger
Ataenius impiger är en skalbaggsart som beskrevs av Schmidt 1916. Ataenius impiger ingår i släktet Ataenius och familjen Aphodiidae. Inga underarter finns listade.